# محمد بنحمو (مغربي)
محمد بنحمو أستاذ جامعي ومُحلّل سياسي مغربي من مواليد 9 نوفمبر 1957. مدير المركز المغربي للدراسات الاستراتيجية، وهو خبير دولي في قضايا الأمن والإرهاب.

## سيرته
ولد محمد بنحمو في 9 نوفمبر 1957، وأمضى طفولته المبكرة في فرنسا ثم التحق بالمدرسة الابتدائية والثانوية في سلا.
درس في المدرسة الوطنية للإدارة في باريس، وهو أيضًا خريج جامعة مونبلييه، حاصل على درجة الدكتوراه في القانون،